# توم رايلي (سياسي)
توم رايلي (بالإنجليزية: Tom Riley)‏ هو محامي وسياسي أمريكي، ولد في 9 يناير 1929 في سيدار رابيدز في الولايات المتحدة، وتوفي في 21 يوليو 2011. حزبياً، نشط في الحزب الجمهوري. وقد انتخب عضو مجلس ولاية آيوا وانتخب عضو مجلس نواب ولاية ايوا.